# Внутрішні війська МВС СРСР
Внутрішні війська Міністерства внутрішніх справ СРСР (ВВ МВС СРСР) (рос. Внутренние войска Министерства внутренних дел СССР, ВВ МВД СССР) — військове формування, які були передбачені для забезпечення внутрішньої безпеки СРСР, охорони державних об'єктів, захисту прав та свобод людини і громадянина від злочинних та інших протиправних посягань, забезпечення громадської безпеки.
У період з 1 вересня 1939 року до 21 березня 1989 року Внутрішні війська входили в структуру Збройних сил СРСР, а підпорядковувались Міністерству внутрішніх справ СРСР.

## Історія Внутрішніх військ

### У періодГромадянської війни

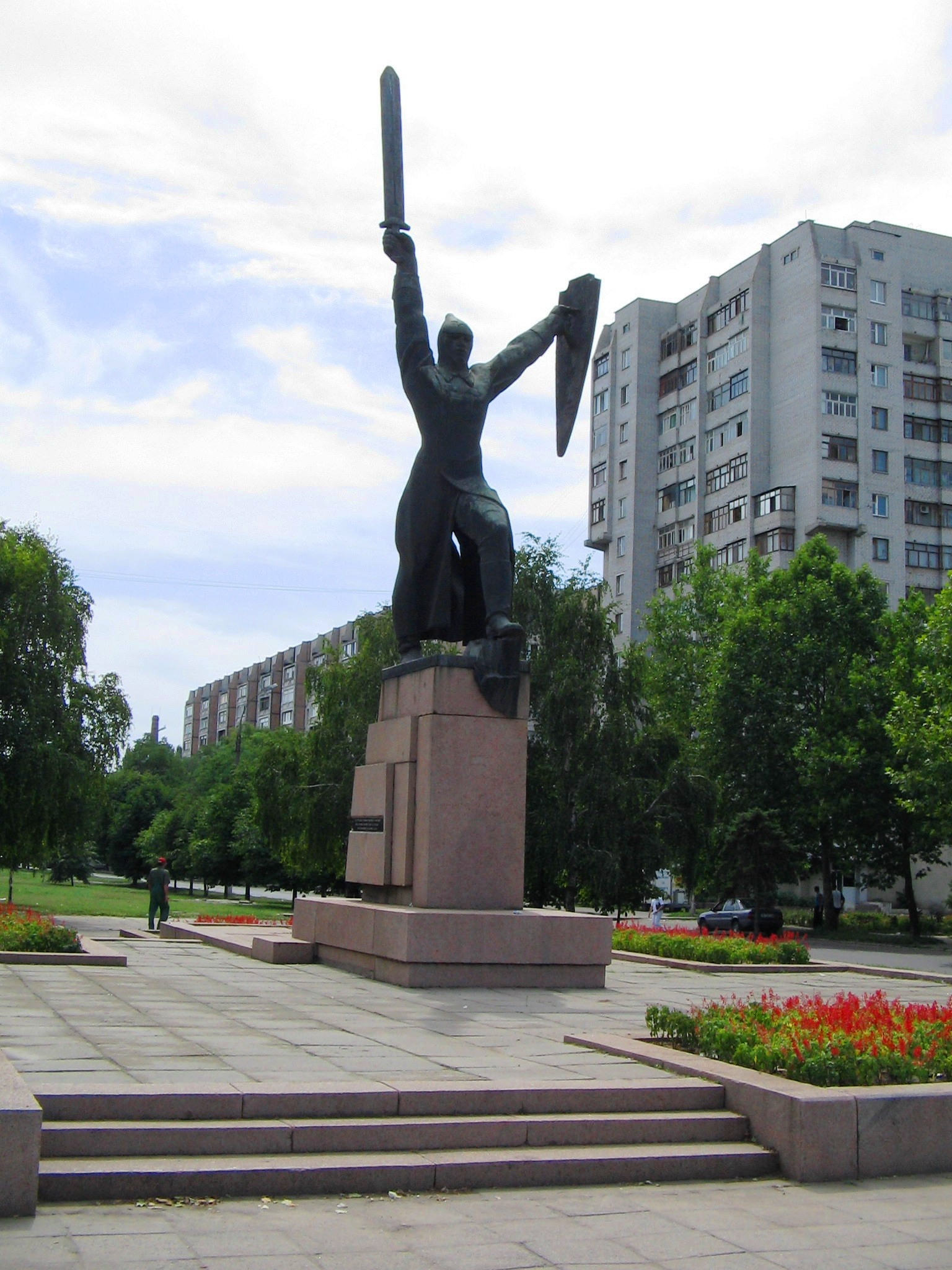
Монумент воїнам-чекістам в Миколаєві

Після Жовтневого перевороту перед Радянською державою гостро постало питання організації внутрішньої безпеки. Виникла потреба у створенні державних органів, які могли попередити як контрреволюційний рух, так і проводити боротьбу зі злочинністю на підконтрольних їй територіях.
З цією метою у період із січня до березня 1918 року створюються перші озброєні підрозділи при ВНК і надзвичайних комісіях на місцях.
Пізніше у березні 1918 року відбувається об'єднання місцевих підрозділів Народних комісаріатів у Бойові підрозділи ВНК.
Також Радянська держава вирішує питання реорганізації конвойної служби. З цією метою наказом Народного комісаріату військових справ від 20 квітня 1918 року, реорганізовано конвойну сторожу, що існувала раніше. Для контролю над нею створено Головна інспекція конвойної сторожі при Наркоматі юстиції РСФСР
13 червня 1918 року наказом Військового Народного Комісаріату всі озброєні підрозділи у столиці та губерніях були об'єднані у Корпус військ ВНК зі штабом у Москві.
У травні 1919 року постановою «Про війська допоміжного призначення» створені Війська внутрішньої охорони Республіки (ВОХР), до складу яких увійшли всі війська допоміжного призначення, що перебували у розпорядженні господарських відомств — Наркомпрод та ін. Цим же рішенням Штаб військ ВНК перейменовано в Штаб військ ВОХР, а у липні — в Головне управління військ ВОХР. Створені сектори ВОХР за територіальною відповідальністю: Московський, Курський, Петроградський, Східний, Київський.
1 вересня 1920 року Рада праці та оборони прийняла постанову про створення Військ внутрішньої служби (ВНУС). До їх складу було включено війська ВОХР, караульні війська, війська залізничної оборони, залізничної міліції і водної міліції.
17 вересня 1920 року Рада праці та оборони своєю постановою прирівняла всіх співробітників ВНК до військовослужбовців РСЧА.
19 січня 1921 року всі частини і підрозділи ВНК перетворені в особливий рід військ — війська ВНК
6 лютого 1922 року розпущено ВНК і створено Державне політичне управління (ДПУ) при НКВС РСФРР.

### Довоєнний період
15 листопада 1923 року приймається постанова про реорганізацію ДПУ у Об'єднане державне політичне управління (ОДПУ). У цей період, після Громадянської війни, молода Радянська держава вирішує проблеми придушення залишків спротиву завойованих національних держав, що постали на уламках Російської імперії, боротьби зі злочинністю та охорони державних кордонів.
У липні 1924 року Конвойна сторожа перепідпорядковується від ОДПУ під контроль НКВС союзних республік.
У серпні 1924 року Рада праці та оборони видала постанову «Про формування конвойної сторожі СРСР і про організацію Центрального управління конвойної сторожі у Москві». Згідно постанови Конвойна сторожа отримувала статус самостійного виду військ.
На території Середньої Азії і Казахстану війська конвойної сторожі (також часто зустрічалось формулювання — війська ОДПУ) разом із прикордонними військами і частинами РСЧА, довгий час брали участь у боротьбі з басматством.
30 жовтня 1925 року ЦВК і РНК СРСР до постанови «Про конвойну сторожу Союзу РСР», створюють Центральне управління конвойної сторожі СРСР, яке підпорядковується безпосередньо Раді народних комісарів СРСР. Питання комплектування Конвойної сторожі, а також матеріально-технічного забезпечення було покладено на органи Народного комісаріату з військових та морських справ. Організаційно-штатна структура конвойних команд була зведена до армійської у РСЧА (взвод, рота, батальйон, полк). У такому порядку війська Конвойної сторожі були зведені у 2 дивізії і 6 окремих бригад із загальною кількістю особового складу у 14 802 людини.
10 липня 1934 року ЦВК СРСР постановив створити загальносоюзний Народний комісаріат внутрішніх справ (НКВС). Цією ж постановою Війська ОДПУ розділені на прикордонну й внутрішню охорону НКВС СРСР.
З початком процесу розкуркулення і колективізації на всій території СРСР почали виникати осередки соціального напруження, які доходили від бунтів і масових заворушень аж до збройного опору державним органам. У зв'язку з цим збільшилось навантаження на формування, що здійснювало конвоювання країною великої кількості людей. У зв'язку з цим у серпні 1934 року кількість особового складу конвойних військ було збільшено на 20 тисяч людей.
Протягом цього періоду управління конвойних дивізій дислокувалось у Москві, Харкові, Самарі і Новосибірську. Крім того управління окремих бригад конвойних військ дислокувалось у Ростові, Ленінграді і в Ташкенті.
16 жовтня 1935 року ЦВК і РНК СРСР прийняли положення про проходження служби командним і начальницьким складом прикордонної і внутрішньої охорони НКВС СРСР. За цим положенням всі військовослужбовці внутрішньої охорони і прикордонної охорони були розділені на командний і начальницький склад, для яких була встановлена система військових звань.
У 1937 році Головне управління прикордонної і внутрішньої охорони (ГУПВО НКВС) перейменовано у Головне управління прикордонних і внутрішніх військ НКВС СРСР (ГУПВВ).
20 квітня 1938 року встановлено чисельність військ НКВС, включаючи військові частини конвойних військ — 28 800 чоловік.
2 лютого 1939 року у Головному управлінні прикордонних і внутрішніх військ створюється 6 окремих відомств у складі НКВС СРСР:
- Головне управління прикордонних військ
- Головне управління з охорони залізничних споруд
- Головне управління з охорони особливо важливих промислових об'єктів
- Головне управління конвойних військ
- Головне управління військового забезпечення
- Головне військово-будівельне управління

1 вересня 1939 року прийнято закон «Про загальний військовий обов'язок». У законі вперше було виписано, що Внутрішні війська є складовою частиною Збройних сил СРСР
20 листопада 1939 року наказом НКВС СРСР прийнято «Положення про конвойні війська НКВС СРСР». У ньому визначались завдання з конвоювання осіб під вартою та порядок здійснення зовнішньої охорони окремих в'язниць. У цьому ж положенні ставились завдання Внутрішніх військ у воєнний час з конвоювання і охорони військовополонених.
4 березня 1941 року створюється Управління оперативних військ НКВС СРСР.
У передвоєнні роки Внутрішні війська охороняли 135 державних об'єктів. Також вони здійснювали конвоювання у 156 судових установ і несли службу на 176 залізничних маршрутах.
Чисельність особового складу Конвойних військ на 1 січня 1940 року досягла 34 295 чоловік (1 дивізія, 9 бригад, 2 окремих полки і 2 школи молодшого командного складу).
У 1941 році Управління конвойних військ НКВС розформовано і об'єднано з Управлінням внутрішніх військ НКВС. Головними завданнями цього управління були: участь у бойових діях, охорона приймальних пунктів військовополонених, охорона ешелонів, конвоювання ув'язнених.

### Німецько-радянська війна

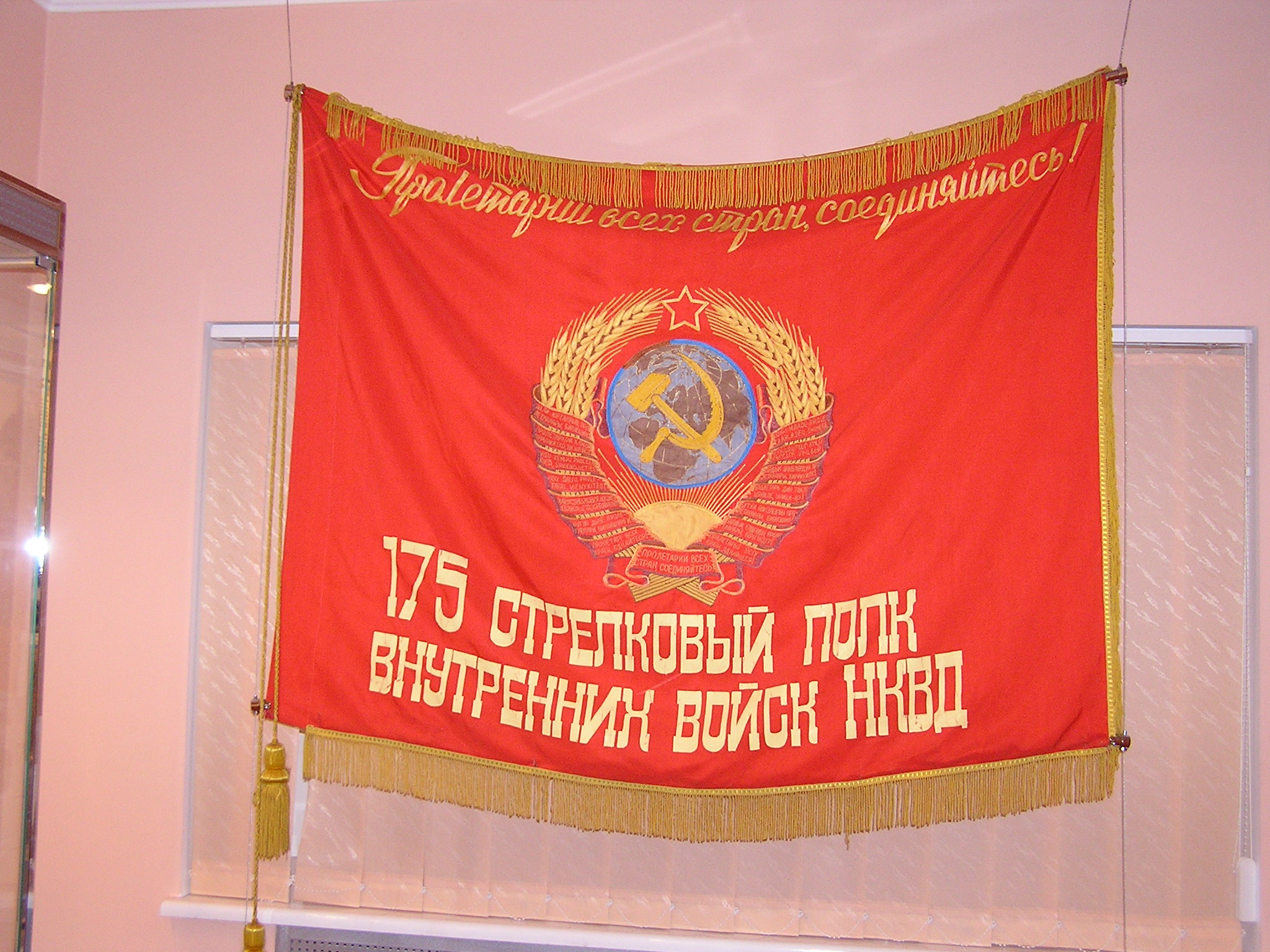
Бойове знамено 175-го стрілецького полку військ НКВС, у музеї донецької міліції

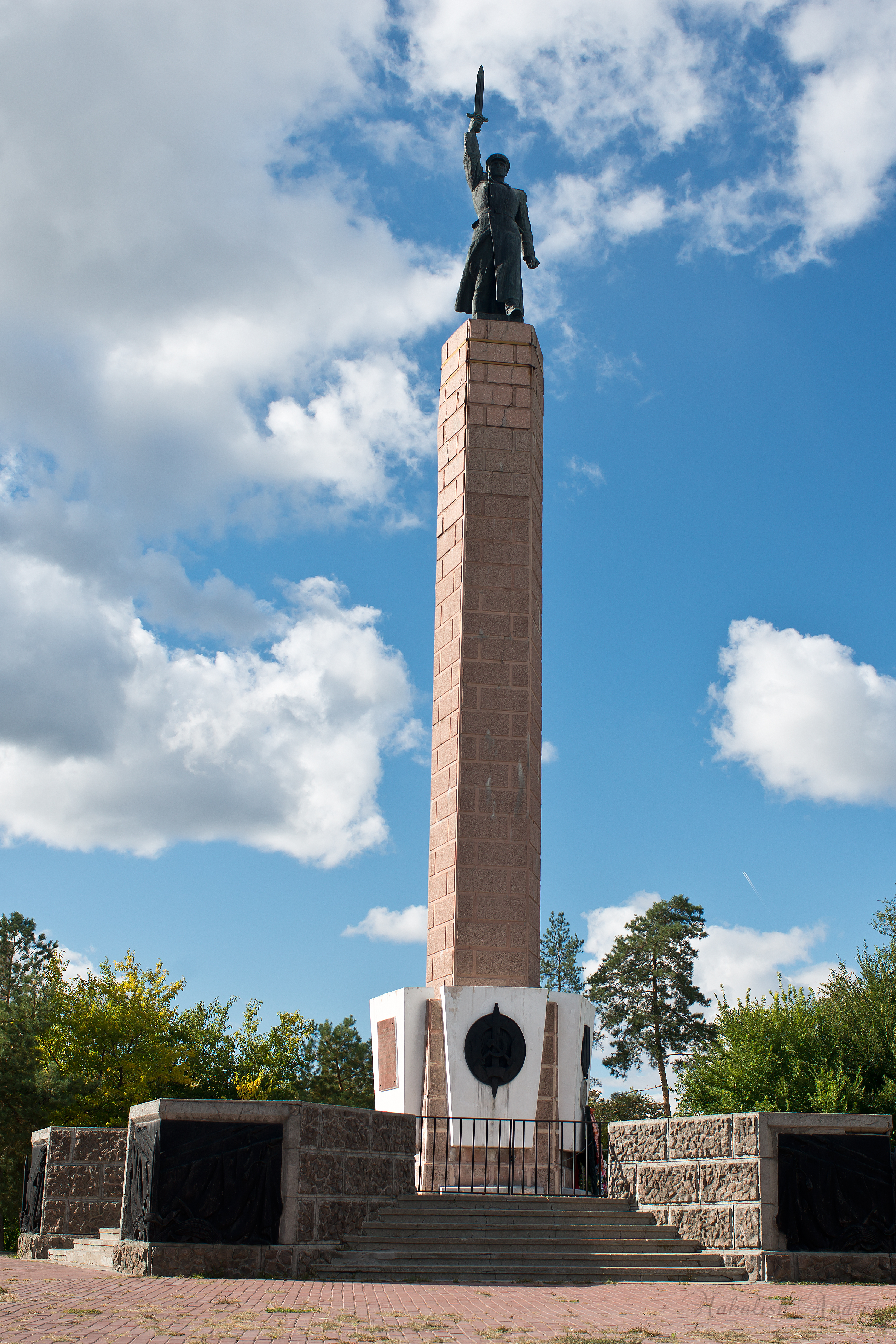
Обеліск воїнам на у Волгограді

#### Чисельність внутрішніх військ на початок війни
До літа 1941 року у складі внутрішніх військ було 173 900 чоловік з яких:
- оперативні формування — 27 300 чоловік
- війська з охорони залізницьг — 63 700
- війська з охорони особливо важливих державних підприємств — 29 300
- конвойні війська — 38 200
- у військових училищах й інших закладах внутрішніх військ — 15 400

З початком війни було проведено мобілізацію і кількість особового складу внутрішніх військ досягла 274 тисяч чоловік.
22 червня 1941 року одним із перших формувань НКВС, що прийняли бій із супротивником був 132-й окремий конвойний батальйон з гарнізону Берестейської фортеці.

#### Мобілізація Військ НКВС на фронт
Постановою уряду від 29 червня 1941 року з військ НКВС планувалось формування 10 стрілецьких і 5 гірськострілецьких дивізій для передачі їх у діючу армію. Згодом завдання змінилося: слід було сформувати 15 стрілецьких дивізій у скороченому складі. Всього з внутрішніх військ на їх комплектування було виділено 23 000, з прикордонних військ 15 000 чоловік.
Після короткого навчання всі дивізії були спрямовані в армії Резервного, Північного і Західного фронтів.
У серпні 1941 року за рішенням ДКО з військ НКВС на фронт було відправлено 110 000 військовослужбовців. У середині 1942 року додатково 75 000 чоловік. Наприкінці 1942 року з військовослужбовців прикордонних і внутрішніх військ була сформована Армія військ НКВС (АВНКВС) у складі з 6 дивізій, перейменована 1 лютого 1943 року у 70-ту Армію.
Дивізії формувались за територіальною ознакою:
- з прикордонних військ — Далекосхідна[ru], Забайкальська[ru] і Середньоазійська дивізія[ru]
- з оперативних військ — Уральська[ru] і Сталінградська дивізії[ru]
- з військ з охорони залізних доріг — Сибірськая дивізія[ru]

За весь воєнний період НКВС передав зі свого складу до діючої армії 29 дивізій.
Всього ж у бойових діях брало участь 53 дивізії і 20 бригад НКВС.
З'єднання Внутрішніх військ, що особливо відзначилися  у Німецько-радянській війні:
- 1-ша мотострілецька дивізія особливого призначення внутрішніх військ НКВС — Битва за Москву
- 2-га мотострілецька дивізія особливого призначення внутрішніх військ НКВС[ru] — Битва за Москву
- 21-ша мотострілецька дивізія внутрішніх військ НКВС СРСР[ru] — Оборона Ленінграда
- 10-та стрілецька дивізія внутрішніх військ НКВС СРСР[ru] — Сталінградська битва
- 12-та стрілецька дивізія внутрішніх військ НКВС СРСР[ru] — Битва за Кавказ
- 290-й окремий стрілецький полк внутрішніх військ НКВС — Новоросійськая операция
- 287-й стрілецький полк внутрішніх військ НКВС — Оборона Воронежа

#### Внесок Внутрішніх військ у перемогу над нацизмом
Внутрішні війська у ході бойових дій у Німецько-радянській війні знищили і взяли у полон 217 974 ворожих солдат і офіцерів.
Захопили або знищили: 377 танків, 40 літаків, 45 бронемашин, 241 автомобіль, 656 гармат, 525 мінометів, 554 кулемета і багато іншої техніки та озброєнь.
267 військовослужбовців Внутрішніх військ були нагороджені званнями Героя Радянського Союзу.
Також на Внутрішні війська було покладено завдання з радіопротидії противнику.
У листопаді 1942 року у склад Внутрішніх військ були перепідпорядковані зі складу ГРУ Генштабу РСЧА польові управління спеціальної служби і радіостанції «Осназ». Були сформовані окремі спецдивізіони, центральні і окремі радіостанції НКВС із завданням розвідки ефіру, радіоперехоплення, шифрованого листування і попередньої його обробки з радіомереж і радіоточок супротивника. Також у грудні 1942 року за рішенням ДКО у складі Внутрішніх військ були сформовані радіодивізіони, по постановці перешкод радіостанціям супротивника.
На базі частин Внутрішніх військ проводилась підготовка диверсійних загонів й інструкторів з військової справи для проникнення у тил ворога до партизанських загонів. Для комплектування партизанських загонів було виділено 1000 прикордонників і бійців Внутрішніх військ, у тому числі 95 командирів.
На початку жовтня 1941 року було сформовано Окрему мотострілецьку бригаду особливого призначення НКВС (ОМСБОП), яка у 1943 році стала Окремим загоном особливого призначення НКВС—НКДБ СРСР (ОЗОП). В ході фронтових боїв і операцій у тилу супротивника за роки війни, на рахунку військовослужбовців з її/його складу більше ніж 1400 пущених під укіс ворожих ешелонів з живою силою, технікою, боєприпасами, пальним тощо, більше 300 знищених залізничних і шосейних мостів, приблизно 700 км виведених з ладу кабельних і телеграфних ліній зв'язку, приблизно 350 підірваних промислових підприємств і складів, приблизно 150 знищених танків, бронемашин і більше 50 літаків, більше 130 000 знищених солдатів і офіцерів супротивника, серед них близько 90 ліквідованих видних представників гітлерівських окупантів і більш за 2000 фашистських агентів і посібників ворога. Крім того як трофеї було захоплено близько 50 гармат, мінометів і кулеметів, понад 850 гвинтівок і автоматів, понад 20 танків, самохідних гармат і тягачів, понад 100 мотоциклів і велосипедів.
Більше 20 бійців ОМСБОП/ОЗОП були нагороджені званням Героя Радянського Союзу.
Постановою РНК СРСР від 24 червня 1941 року на Внутрішні війська було покладено функцію охорони тилу фронтів і армій. Тільки за другу половину 1941 року Внутрішніми військами було затримано 685 629 чоловік. З них:
- 28 064 дезертира
- 1001 шпигунів і диверсантів
- 1019 ставлеників і пособників супротивника

Завданнями покладеними на ВВ НКВС були:
- несення гарнізонної служби у звільнених містах
- надання органам НКВС допомоги у вилученні фашистської агентури, зрадників і їх пособників
- ліквідація ворожих парашутистів, розвідувально-диверсійних груп, бандитських формувань і дрібних груп противника
- підтримання громадського порядку та режиму воєнного часу.[3][10]

#### Участь Внутрішніх військ у масових депортаціях
На початковому та завершальному етапі війни Внутрішні війська були застосовані для масового переселення народів (Депортація Народів), які за рішенням керівництва СРСР були залічені до посібників супротивника. З цією метою у стислі терміни величезна кількість людей за етнічною ознакою вивозилась із західних і центральних районів СРСР у східні райони (Сибір, Казахську РСР і Середню Азію). Усі переміщення, конвоювання і охорона депортованого цивільного населення покладалась на Внутрішні війська НКВС.
Прикладами подібних масових депортацій слугують:
- Депортація німців в СРСР у 1941 році — 446 480 осіб[11]
- Депортація понтійських греків у період з 1942 до 1949 року — 15 000 осіб[12]
- Депортація чеченців та інгушів у 1944 році — 496 000 осіб[13]
- Депортація турків-месхетинців у 1944 році — 115 000 осіб[14]
- Депортація кримських татар у 1944 році — 183 155 осіб[15]

Для депортації була необхідною участь значних сил Внутрішніх військ НКВС. Для прикладу для Депортації чеченців та інгушів знадобилось угруповання Внутрішніх військ загальною чисельністю у 100 000 військовослужбовців.

### Післявоєнний період

#### Зміна підпорядкованості Внутрішніх військ
15 березня 1946 року НКВС СРСР перетворений у МВС СРСР.
21 січня 1947 року конвойні частини і війська МВС перепідпорядковані у МДБ СРСР.
10 липня 1949 року на конвойні частини покладено конвоювання ув'язнених у судові установи, на обмінні пункти планових залізничних маршрутів в республіканських, крайових і обласних центрах.
6 травня 1951 року постановою РМ СРСР на конвойну охорону покладено етапування ув'язнених і підслідних плановими (особливими) конвоями залізничними і водними шляхами, а також переміщення їх з в'язниць в табори і колонії; також за вимогами прокуратури та правоохоронних органів покладено конвоювання їх на судові засідання Верховних, крайових, обласних судів, військових трибуналів, лінійних судів — залізничним і водним транспортом; конвоювання до вагонів на обмінні пункти.
До 1957 року чисельність Внутрішньої охорони склала 55715 чоловік, Конвойної охорони — 33307 чоловік, а сформованої Конвойної охорони місць ув'язнення — 100000 чоловік, що давало загальну чисельність Внутрішніх військ у 189 000 чоловік.
13 січня 1960 року Рада Міністрів СРСР скасовує Міністерство внутрішніх справ СРСР, передавши його функції міністерствам внутрішніх справ союзних республік. Відповідно, Внутрішні війська розподіляються союзними республіками і переходять в підпорядкування республіканських МВС за регіональним принципом.
30 серпня 1962 року Президіум Верховної Ради РРФСР переформував Міністерство внутрішніх справ у Міністерство охорони громадського порядку РСФСР (МОГП РСФСР). Так само вчинили й в усіх союзних та автономних республіках СРСР. Внутрішні війська були перепідпорядковані союзним МОГП.
26 липня 1966 року Указом Президіуму Верховної Ради СРСР було відновлено центральний орган управління правопорядком у вигляді Міністерства охорони громадського порядку СРСР (МОГП СССР). Внутрішні війська включені до складу МОГП СРСР.
25 листопада 1968 року МОГП СРСР перейменовано у Міністерство внутрішніх справ СРСР. Внутрішні війська знов опиняються у структурі МВС СРСР.
21 березня 1989 року указом Президіума Верховної Ради СРСР Внутрішні війська МВС СРСР (поряд із Прикордонними військами КДБ СРСР і Залізничними військами) були виведені зі складу Збройних сил СРСР.
25 грудня 1991 року у результаті Разпаду СРСР Внутрішні війська МВС СРСР припиняють своє існування. Частини і з'єднання Внутрішніх військ увійшли у склад збройних сил новоутворених держав-членів СНД.

#### Завдання ВВ МВС СРСР
До 1976 року ВВ МВС охороняли:
- 300 особливо важливих об'єктів
- 1087 виправно-трудових колоній
- 142 лікувально-трудових профілакторію
- здійснювали конвоювання засуджених на 4522 виробничих об'єкта
- обслуговували 468 планових маршрутів конвоювання засуджених і підслідних, 292 суда і 603 обмінні пункти
- здійснювали патрульно-постову службу у 50 великих містах країни

#### ВВ МВС СРСР у різних подіях у післявоєнний період
Безпосередньо після закінчення війни в СРСР виникла складна криміногенна обстановка. Пов'язано це було з важким економічним становищем у державі, з величезною кількістю вогнепальної зброї, що скупчилася у населення за роки війни.

##### Боротьба із національними рухами
Також особливо важка ситуація виникла в тих частинах СРСР, які були ним анексовані безпосередньо перед війною — Прибалтика і Західна Україна. У цих регіонах підпільні національні рухи вели збройну боротьбу за визволення, в зв'язку з чим була необхідна присутність посиленого угруповання Внутрішніх військ у даних регіонах. Внутрішнім військам доводилося вести з ними боротьбу з моменту захоплення цих територій.
Прикладами подібних національних рухів служать:
- Лісові брати у Латвійській, Естонській і Литовській РСР — у період з 1940 до 1957 року
- Українська повстанська армія — з 1944 до 1954 року
- Білоруська визвольна армія — з 1944 до 1955 року

Зусиллями Внутрішніх військ до кінця 50-х років усі національні рухи на колишніх окупованих територіях були знищені.

##### Придушення масових виступів
У післявоєнний період на території СРСР неодноразово спалахували масові заворушення, причиною яких слугували соціальна напруженість, міжетнічні протиріччя, неправомірні дії влади і багато іншого. До ліквідації масових заворушень в усіх випадках залучались Внутрішні війська (у окремих випадках — підрозділи Радянської армії).
Прикладами масових заворушень з важкими наслідками в ліквідації яких брали участь Внутрішні війська МВС СРСР слугують:
- Масові заворушення у Новоросійську 1956 року[ru]
- Масові заворушення у Грозному 1958 року[ru]
- Повстання в Темиртау 1959 року
- Масові заворушення у Краснодарі 1961 року
- Масові заворушення у Беслані 1961 року[ru]
- Масові заворушення у Муромі 1961 року[ru]
- Масові заворушення у Новочеркаську у 1962 році
- Масові заворушення у Нальчику 1968 року[ru]
- Масові заворушення у Орджонікідзе 1981 року[ru]
- Грудневі події у Алмати 1986 року
- Сухумські хвилювання 1989 року[ru]
- Тбіліські події 1989 року

Також Внутрішнім військам доводилось придушувати численні бунти, що виникали у виправних закладах в середовищі ув'язнених. Наприклад:
- Масові заворушення у колоніях під Тольятті 1970 року[ru]

##### Участь Внутрішніх військ у міжнаціональних конфліктах
Особливою графою в історії Внутрішніх військ МВС СРСР варто відзначити їх участь у міжнаціональних конфліктах, що почали спалахувати у різних куточках СРСР у кінці 80-х років. Прикладами подібних міжнаціональних конфліктів з важкими наслідками слугують:
- Нагірно-карабаський конфлікт, що почався у 1988 році
- Події у Новому Узині у 1989 році[ru]
- Ферганські погроми 1989 року
- Вірменський погром у Баку 1990 року[ru]
- Ошські події 1990 року
- Масові заворушення в Душанбе 1990 року
- Події у Вільнюсі 1991 року
- Події у Ризі 1991 року

У багатьох випадках внутрішнім військам доводилось як розділяти протиборчі сили і роззброювати незаконні збройні формування, так і придушувати спротив місцевого населення, що виступало проти центральної влади в сепаратистських цілях.

### Офіційний колір Внутрішніх військ МВС СРСР
20 жовтня 1970 року наказом № 351 Міністр внутрішніх справ СРСР генерал армії Щолоков встановив для військовослужбовців Внутрішніх військ форму одягу, в якій головною відмінною ознакою відомчої приналежності слугував краповий колір в деталях одягу.
Вказаний колір був присутнім на погонах, петлицях, нарукавних емблемах, кантах кителя і лампасах штанів, облямівці і канті кашкета.
Згодом цей темно-бордовий колір у Внутрішніх військах символічно вкорінився. І при появі у 1978 році підрозділів спеціального призначення у системі ВВ МВС СРСР, як відмітний головний убор для бійців спецпідрозділів були обрані крапові берети. При цьому берет, як головний убір (для військовослужбовців чоловічої статі), та й до того ж даного кольору — ніяк не входили в правила носіння військової форми, введених у Внутрішніх військах на той період.

### Структура ВВ МВС СРСР у післявоєнний період
Протягом 1966—1969 рр до Внутрішні військ відносилась лише ОМСДОП імені Дзержинського.
Внутрішня і Конвойна охорона поділялась на відділи, які в свою чергу складались із загонів, дивізіонів, команд і груп.
У грудні 1968 року при переформуванні МОГП у МВС розподіл на війська і охорону було усунене. Внутрішня і Конвойна охорона МВС СРСР також були включені у склад Внутрішніх військ. Формування Внутрішньої і Конвойної охорони знов отримали військову структуру.
28 листопада 1968 року наказом Голови МВС СРСР відділи Конвойної охорони були перетворені в конвойні дивізії, а відділи Внутрішньої охорони — у дивізії УСЧ ГУВВ (Управління Спеціальних Частин Головного Управління Внутрішніх Військ. Загони переформовані у полки, дивізіони — у батальйони, команди — у роти і групи — у взводи.
У 1966 році для сприяння міліції в екстрених випадках в багатьох великих містах СРСР створюються Спеціальні моторизовані частини міліції (3 спеціальних моторизованих полки міліції і 40 окремих батальйонів).
З кінця 70-х років створюються регіональні управління Внутрішніх військ (Управління Внутрішніх Військ). На початок 90-х років були наступні управління:
- УВВ по Північному Заходу
- УВВ по Північному Кавказу і Закавказзю
- УВВ по Українській РСР і Молдовській РСР
- УВВ по Середній Азії й Казахстану
- УВВ по Далекому Сходу і Східному Сибіру
- УВВ по Північно-Західній зоні
- УВВ по Західному Сибіру
- УВВ по Уралу
- УВВ по Приволжжю
- УВВ по Центральній зоні
- Управління Спеціальних частин (УСЧ)

Управління Спеціальних частин (УСЧ) мало у підпорядкуванні усі формування Внутрішніх військ, які виконували завдання з охорони особливо важливих стратегічних об'єктів транспортної системи СРСР і промисловості, таких як:
- створення режимної зони навколо ЗАТО
- охорона АЭС
- охорона Байкало-Амурської магістралі
- охорона нафтогазових родовищ

На момент Розпаду СРСР до складу Внутрішніх військ (окрім окремих бригад, полків і батальйонів) входила 31 дивізія з яких:
- 20 конвойних дивізій
- 2 оперативні дивізії
- 9 дивізій Управління Спеціальних частин

Крім того у структурі Внутрішніх військ МВС СРСР були власні морські (річкові) частини охорони створені для забезпечення режимної зони навколо важливих державних об'єктів.
- 1-й окремий загін сторожових катерів — був сформований у 1988 році у Хабаровську, для охорони громадського порядку в акваторії річок Амурського басейну
- 2-й окремий загін сторожових катерів — був сформований у 1989 році у Мурманську, для охорони ремонтно-технологічного підприємства атомного флоту і суден, що знаходились на акваторії цього підприємства.

## Командування
Головнокомандувачі (до 1990 року — начальники військ) внутрішніми військами НКВС СРСР (1941—1946), МВС СРСР (1946—1947, 1953—1960, 1968—1991), МДБ СРСР (1947—1953), МООП СРСР (1966—1968), МВС СРСР (1966—1991):
1. генерал-майор Гульєв Олександр Іванович[ru] (1941—1942)
2. генерал-лейтенант Шередега Іван Самсонович (1942—1944)
3. генерал-полковник Аполлонов Аркадій Миколайович (1944—1946)
4. генерал-лейтенант Бурмак Петро Васильович (1946—1953)
5. генерал-лейтенант Філіппов Тарас Філіппович[ru] (1953—1954)
6. генерал-лейтенант Сіроткін Олександр Савельйович[ru] (1954—1956)
7. генерал-лейтенант Строкач Тимофій Амвросійович (1956—1957) (прикордонні і внутрішні війська)
8. генерал-лейтенант Донсков Семен Іванович[ru] (1957—1960)
9. генерал-лейтенант Алейніков Генадій Іонович (1960—1961)
10. генерал-лейтенант Пильщук Миколай Іванович (1961—1968)
11. генерал-полковник, з 1980 генерал армії Яковлєв Іван Кирилович[ru] (1968—1986)
12. генерал-полковник Шаталін Юрій Васильович (1986—1991)
13. генерал-полковник Саввін Василь Нестерович[ru] (1991—1992)

## Навчальні заклади ВВ МВС СРСР
Перелік навчальних закладів, що готували офіцерський склад для Внутрішніх військ МВС СРСР:
- Вище військво-політичне училище МВС імені 60-річчя ВЛКСМ[ru] (Ленінград)
- Орджонікідзівське вище військове ордена Червоного прапора командне училище МВС імені С. М. Кірова
- Саратівське вище військове командне Червонопрапорне училище МВС імені Ф. Э. Дзержинського
- Пермське вище військове командне училище МВС
- Новосибірське вище військове командне училище МВС[ru]
- Харківське вище військове училище тилу МВС